# Замок Градець-над-Моравицею
Замок Градець-над-Моравіцей (чеськ. Zámek Hradec nad Moravicí), нім.Грец (нім. Grätz, Schloss Hradec nad Moravicí) — замок, розташований в місті Градець-над-Моравіцей в окрузі Опава Моравсько-силезьського краю Чеської республіки.